# Строго поверљиво (филм)
Строго поверљиво (енгл. Top Secret!) је америчка филмска пародија из 1984. режисера Џима Абрахамса, Дејвида Закера и Џерија Закера по сценарију Абрахамса, Дејвида Закера, Џерија Закера и Мартина Берка. У главним улогама су Вал Килмер (његов први играни филм), Луси Гатериџ, Омар Шариф, Питер Кушинг, Џереми Кемп и Кристофер Вилијерс. Филм пародира живот у Источној Немачкој али у глумачку каријеру Елвиса Преслија. Композитор филмске музике је Морис Жар.

## Улоге
| Глумац             | Улога                            |
| ------------------ | -------------------------------- |
| Вал Килмер         | Ник Риверс                       |
| Луси Гатериџ       | Хилари Фламон                    |
| Питер Кушинг       | власник књижаре                  |
| Џереми Кемп        | генерал Штрек                    |
| Кристофер Вилијерс | Најџел, вођа покрета отпора      |
| Ворен Кларк        | пуковник Фон Хорст               |
| Хари Дитсон        | Ду Ква, члан покрета отпора      |
| Џим Картер         | Дежа Ви, члан покрета отпора     |
| Еди Таго           | Шоколат Мус, члан покрета отпора |
| Омар Шариф         | агент Седрик                     |